# Brauenrohrsänger
Der Brauenrohrsänger (Acrocephalus bistrigiceps) ist ein Singvogel aus der Gattung der Rohrsänger (Acrocephalus) und der Familie der Rohrsängerartigen (Acrocephalidae).

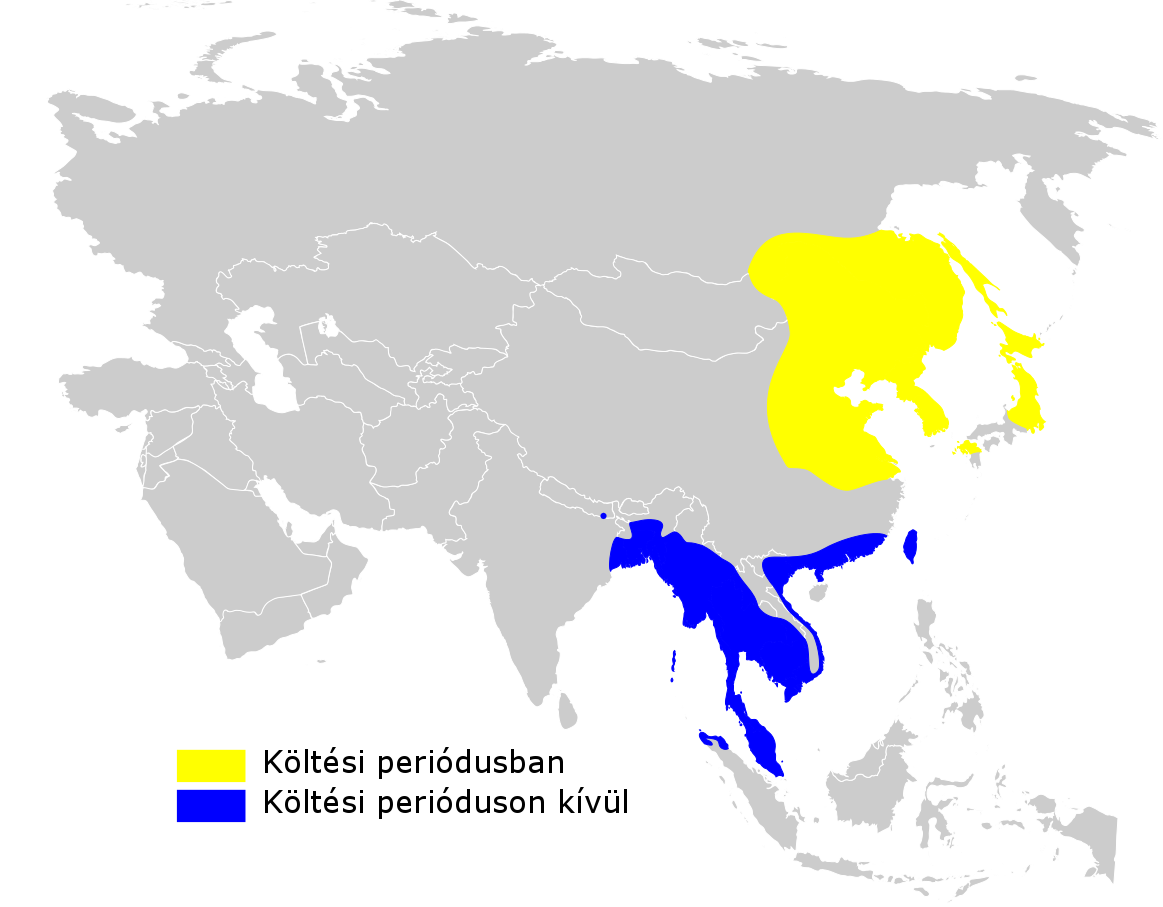
Verbreitungsgebiet des Brauenrohrsängers. Brutgebiet gelb, Überwinterungsgebiet blau

Der Vogel kommt vom Osten der Mongolei und dem Südosten Russlands bis zum Osten Chinas, in Japan und selten auf der Koreanischen Halbinsel vor. Er überwintert von Nordostindien und Süd- und Südostchina bis zur Malaiischen Halbinsel.
Der Lebensraum umfasst verschiedenen wassernahen Bewuchs wie Riedgräser mit Weidenbüscheln und anderen Sträuchern, hohes Gras, Schilf, auch Reisfelder, Weiden entlang von Flüssen, feuchte Waldränder bis 1500 m Höhe.
Das Artepitheton setzt sich zusammen aus der Vorsilbe lateinisch bis, bi- ‚zweimal, doppel‘, lateinisch striga ‚Furche‘ und lateinisch caput ‚Kopf‘.
Früher wurde die Art als konspezifisch mit dem Mandschurenrohrsänger (Acrocephalus tangorum) angesehen.

## Merkmale
Die Art ist 13 bis 14 cm groß und wiegt zwischen 7 und 11 g. Es ist ein kleiner ungestreifter Rohrsänger mit auffallendem rechteckig endendem blassen Überaugenstreif und darüber einem kräftigen schwärzlich-braunen Streifen. Scheitel und Oberseite sind oliv- bis rotbraun, auf dem Rumpf und den Oberschwanzdecken deutlicher rötlich. Die Unterseite ist weißlich mit warmen Gelbbraun an den Flanken und der Brust seitlich. Die Iris ist dunkelbraun, der Schnabel auf der Oberseite dunkel, der Unterschnabel blasser. Die Beine sind fleischfarben bis dunkelgrau. Die Geschlechter unterscheiden sich nicht. Jungvögel sehen kaum anders aus, etwas helleres Rotbraun auf der Oberseite, blassere Färbung der Flanken.
Die Art ist monotypisch.

## Stimme
Der Gesang wird als rasch wiederholte kurze Lautfolge mit eingestreuten trocken kratzenden und knurrenden Lauten beschrieben. Regelmäßig werden mehrere Vogelarten nachgeahmt. Der Alarmruf ist ein raues „chur“.

## Lebensweise
Die Art ist ein Zugvogel und überwintert in Süd- und Südostasien. In Japan beginnt der Herbstzug Mitte, in Sibirien Ende August, auf Sachalin Ende September und in der Region Primorje Ende Oktober entlang der chinesischen Küste. Das Winterquartier wird ab April verlassen.
Die Nahrung besteht aus Insekten und Spinnentieren, die im dichten Gebüsch gesucht werden. Die Art ist scheu und lebt versteckt.
Die Brutsaison liegt zwischen Juni und August. Häufig wird Polygynie praktiziert.
Das Nest besteht hauptsächlich aus Grashalmen und wird in 60–90 cm Höhe z. B. in Japanischem Staudenknöterich angebracht. Das Gelege besteht aus 4 bis 6 Eiern, die über 13–14 Tage ausgebrütet werden. Das Männchen beteiligt sich an Brut und Fütterung.

## Gefährdungssituation und Bestand
Die Art wird wegen des sehr großen Verbreitungsgebietes von etwa 6.510.000 km² und der stabilen Bestände in der Roten Liste der IUCN als nicht gefährdet (Least Concern) eingestuft.